# Dalsnuten
Der Dalsnuten (norwegisch für Talgipfel) ist ein 1873 m hoher Nunatak im ostantarktischen Königin-Maud-Land. Im Borg-Massiv ragt er aus den Eismassen im nordöstlichen Teil des Raudbergtals unmittelbar nördlich des Jøkulskarvet auf.
Norwegische Kartografen, die ihn auch deskriptiv benannten, nahmen anhand von Luftaufnahmen und Vermessungen der Norwegisch-Britisch-Schwedischen Antarktisexpedition (1949–1952) eine Kartierung vor.